# Alexandre Mikouline
 (novembre 2010).
Si vous disposez d'ouvrages ou d'articles de référence ou si vous connaissez des sites web de qualité traitant du thème abordé ici, merci de compléter l'article en donnant les références utiles à sa vérifiabilité et en les liant à la section « Notes et références ».
Alexandre Aleksandrovith Mikouline (russe : Александр Александрович Микулин), né le 2 février (dans le calendrier julien, le 14 février 1895 selon le calendrier grégorien) et mort le 13 mai 1985 à Moscou, est un ingénieur soviétique et constructeur de moteurs d'avions, général-major (ingénieur).
Il commença sa carrière en 1915 à l'Institut scientifique de moteurs automobiles (NAMI) sous la direction de Stetchkine. C'est là que fut réalisé en 1916 le premier moteur d'avion russe AMBS-1 fournissant une puissance de 300 ch à un régime de 1 800 tr/min.
Sur la base de projets de Hugo Junkers, il développa dans les années 1925–1928, le moteur AM-13 de 12 cylindres en V (880 ch à 2 150 tr/min). Fort de cette expérience, le bureau d'études se lança dans le développement du moteur AM-34 (1250 ch maximum avec compresseur). Ce moteur est connu pour les vols sur longue distance du ANT-25. Des avions équipés de ce moteur effectuèrent en 1937 les fameux vols en direction des États-Unis au-dessus du pôle Nord avec V. P. Tchakov et M. M. Gromov aux commandes. Les avions qui déposèrent les membres de l'expédition Schmidt-Papanine au pôle Nord en 1937 étaient égalements équipé des moteurs. En 1937 fut réalisé le moteur AM-35 (en) qui fournissait encore 1 200 ch à 6 000 m d'altitude. Il équipa les chasseurs MiG de cette époque. Au cours de la Seconde Guerre mondiale, Mikouline réalisa entre autres, le moteur à refroidissement par eau AM-38F (en) de 1 750 ch qui équipa les avions d'appui-sol Il-2 et Il-10. Mikouline est également célèbre pour avoir construit le premier compresseur de turbine soviétique et la première hélice à pas variable.
En 1943, le ministère de l'Industrie aéronautique créa à Moscou le collectif NTK « Soyouz » Mikouline sous la désignation « Complexe Numéro 300 » (voir aussi la liste des « OKB »). De cette époque datent ses premiers travaux sur les moteurs à réaction.
Après la Seconde Guerre mondiale, il se consacra à la fabrication de turbine à gaz aéronautiques. Au cours des années 1950, Mikouline et Toumansky construisirent le moteur à réaction le plus puissant de son époque, le Mikouline AM-3M de 9 500 kg de poussée, produit à partir de 1952.
Il était membre de l'Académie des sciences d'URSS depuis 1943, Héros du travail socialiste (1940), quatre fois lauréat du Prix Staline (1941, 1942 1943 et 1946).